# میلواکی هرولد
میلواکی هرولد (به انگلیسی: Milwaukee Herold) یک روزنامه‌ی آلمانی زبان بوده که بین سال‌های ۱۸۶۰ تا ۱۹۳۱ در میلواکی منتشر می‌شده‌است.این نشریه گاهی هم به صورتت هفتگی انتشار میافته‌است.این روزنامه زیر مجموعه‌ای از تجارت بزرگ جرج برامدر محسوب می‌شده‌است.